# Clásica de Almería 2005
La Clásica de Almería 2005, ventesima edizione della corsa, si disputò il 27 febbraio 2005 su un percorso di 173,4 km. Fu vinta dallo spagnolo José Iván Gutiérrez, che terminò in 4h23'03". La gara faceva parte del calendario UCI Europe Tour 2005, categoria 1.1.

## Classifiche finali

### Ordine d'arrivo (Top 10)
| Pos. | Corridore           | Squadra      | Tempo    |
| ---- | ------------------- | ------------ | -------- |
| 1    | José Iván Gutiérrez | Ill. Balears | 4h23'03" |
| 2    | Sergi Escobar       | Ill. Balears | s.t.     |
| 3    | David Muñoz         | C. Valenc.   | s.t.     |
| 4    | José Antonio López  | Kaiku        | a 4"     |
| 5    | Marco Milesi        | Liquigas     | a 55"    |
| 6    | Dionisio Galparsoro | Kaiku        | a 2'01"  |
| 7    | Thorwald Veneberg   | Rabobank     | a 2'03"  |
| 8    | Steven Kleynen      | C. Jacques   | a 2'08"  |
| 9    | Dario Andriotto     | Liquigas     | s.t.     |
| 10   | Danilo Hondo        | Gerolsteiner | a 2'26"  |

### Classifica scalatori
| Pos. | Corridore          | Squadra    | Punti |
| ---- | ------------------ | ---------- | ----- |
| 1    | David Muñoz        | C. Valenc. | 14    |
| 2    | José Antonio López | Kaiku      | 10    |
| 3    | Igor Antón         | Euskaltel  | 9     |
| 4    | Nacor Burgos       | Relax      | 5     |
| 5    | Jukka Vastaranta   | Rabobank   | 4     |

### Classifica mete volanti
| Pos. | Corridore          | Squadra      | Punti |
| ---- | ------------------ | ------------ | ----- |
| 1    | José Luis Carrasco | Ill. Balears | 5     |
| 2    | Javier Benítez     | Relax        | 4     |

### Classifica a squadre
| Pos. | Squadra                    | Tempo     |
| ---- | -------------------------- | --------- |
| 1    | Illes Balears-Banesto      | 13h11'35" |
| 2    | Kaiku-Caja Rural           | a 2'50"   |
| 3    | Comunidad Valenciana-Elche | a 2'26"   |
| 4    | Rabobank                   | a 4'29"   |
| 5    | Relax-Fuenlabrada          | a 4'52"   |